# Xã Lafoon, Quận Faulk, South Dakota
Xã Lafoon (tiếng Anh: Lafoon Township) là một xã thuộc quận Faulk, tiểu bang Nam Dakota, Hoa Kỳ. Năm 2010, dân số của xã này là 44 người.